# Alcorn State University (Misisipi)
Alcorn State University es un lugar designado por el censo ubicado en el condado de Claiborne en el estado estadounidense de Misisipi. En el año 2010 tenía una población de 1,017 habitantes.

## Geografía
Alcorn State University se encuentra ubicado en las coordenadas 31°52′38.25″N 91°8′30.89″O / 31.8772917, -91.1419139.